# ДОТ № 504 (КиУР)

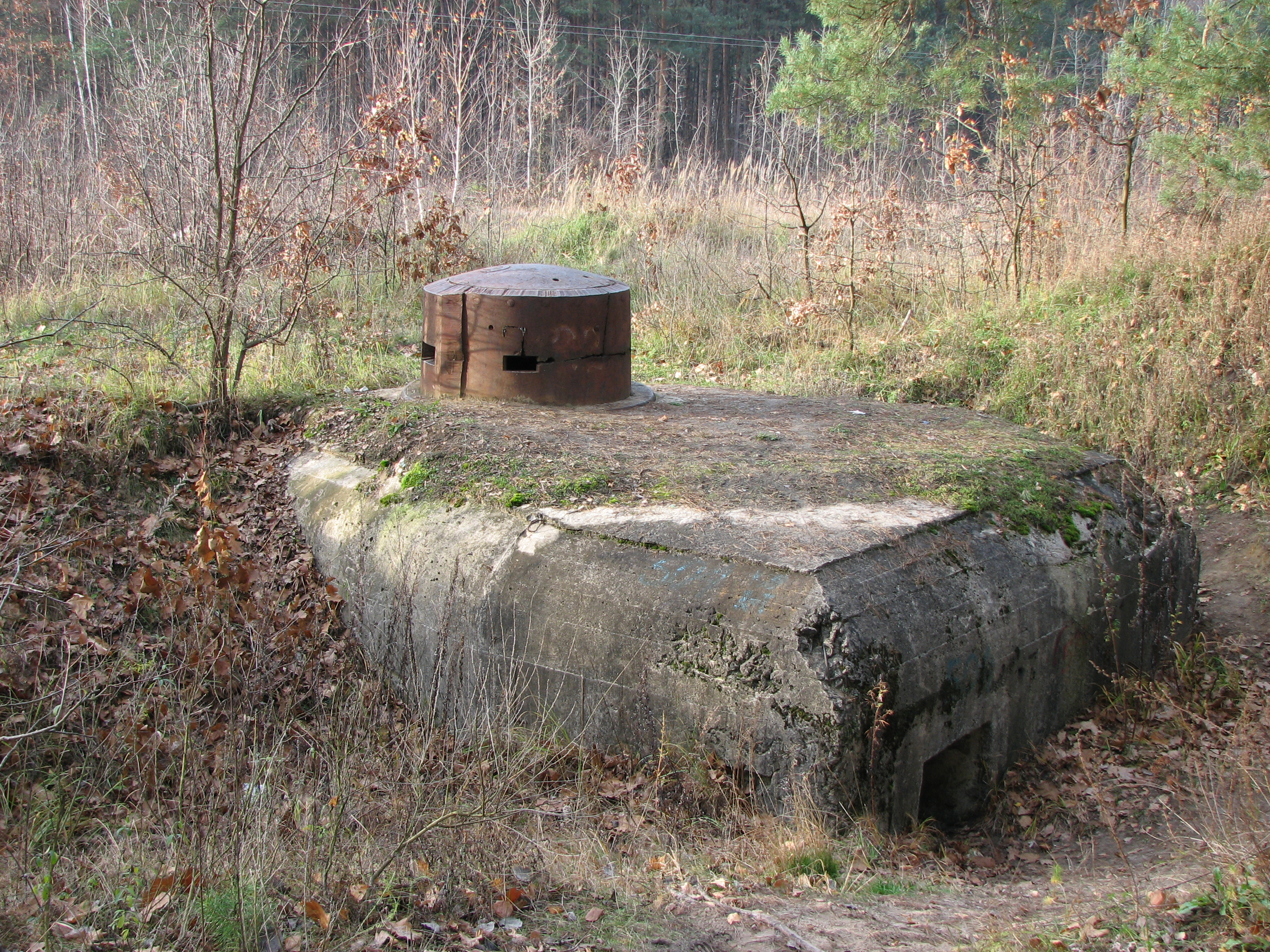
Артиллерийский наблюдательный пункт № 504

ДОТ № 504 — артиллерийский наблюдательный пункт (АНП), входивший в первую линию обороны Киевского укрепрайона, находится недалеко от ЛЭП, которая проходит между сёлами Мощун и Горенка.

## Конструкция
Сооружение построено в период 1929 - 1935 годов непосредственно на переднем крае укрепрайона, в его центральной части. ДОТ имеет один этаж и четыре наблюдательных амбразуры в бронеколпаке, его класс стойкости «М2», то есть он способен выдержать 1 попадание 152-мм гаубицы. Это единственный в КиУР АНП с бронеколпаком и классом стойкости «М2». Бронеколпак - единственная часть ДОТ, выступающая над поверхностью земли, - делал сооружение малозаметным, упрощал маскировку и затруднял его поражение артиллерийским огнём противника.

## Служба

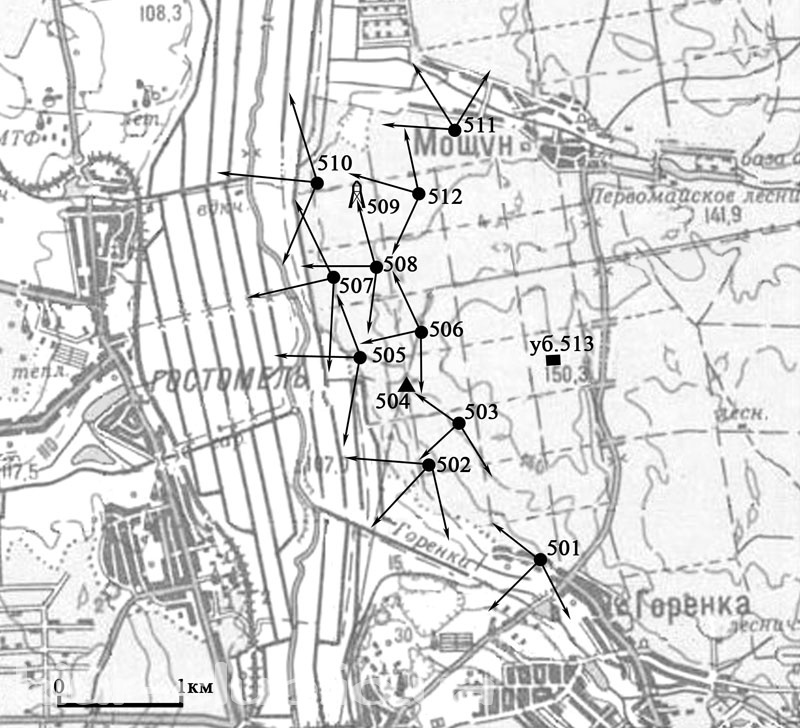
АНП № 504 в системе обороны 13-го БРО КиУР

Фортификационное сооружение приняло участие в Отечественной войне и организационно входило в 13-й батальонный район обороны (БРО) КиУР, прикрывающего участок Мощун - Горенка. В данном БРО долговременные сооружения были построены плотно и имели друг с другом огневую связь. Гарнизон сооружения состоял из бойцов 161-го отдельного пулемётного батальона КиУР.
Во время первого генерального штурма КиУР, который начали войска 29-го армейского корпуса вермахта 4 августа 1941 года, ДОТ находился на спокойном участке фронта. Во время второго штурма КиУР, который начался 16 сентября 1941 года, ДОТ № 502 не имел боевого контакта с врагом, хотя и находился на переднем крае. Днём 18 сентября войска 37-я армии Юго-Западного фронта получают приказ-разрешение на оставление города Киев и КиУР. Гарнизоны долговременных сооружений были одними из последних, кто уходил на левый берег реки Днепр. Среди них был и гарнизон ДОТ № 504. Не исключено, что внутреннее оборудование было выведено из строя гарнизоном. Днём 19 сентября передовые части 71 пехотной дивизии заняли территорию 13-го БРО без боя, задерживая лишь красноармейцев-дезертиров и перебежчиков. Обстоятельства подрыва ДОТ неизвестны. Возможно немецкие сапёры взорвали ДОТ во время зачистки после 19 сентября, возможно сооружение было уничтожено во время боёв осенью 1943 года.

## Настоящее время
Вход в ДОТ засыпан землей. Сохранился бронеколпак с следами обстрела. Но неизвестно, были ли нанесены эти повреждения в 1941 году, или же осенью 1943-го года. ДОТ сохранился и имеет статус памятника истории, науки и техники местного значения (приказ Министерства культуры Украины № 58/0/16-10 от 03.02.2010 № 58/0/16-10 (в редакции от 16.06.2011 № 453/0/16-11), охранный номер 513/61-Ко).

## Галерея

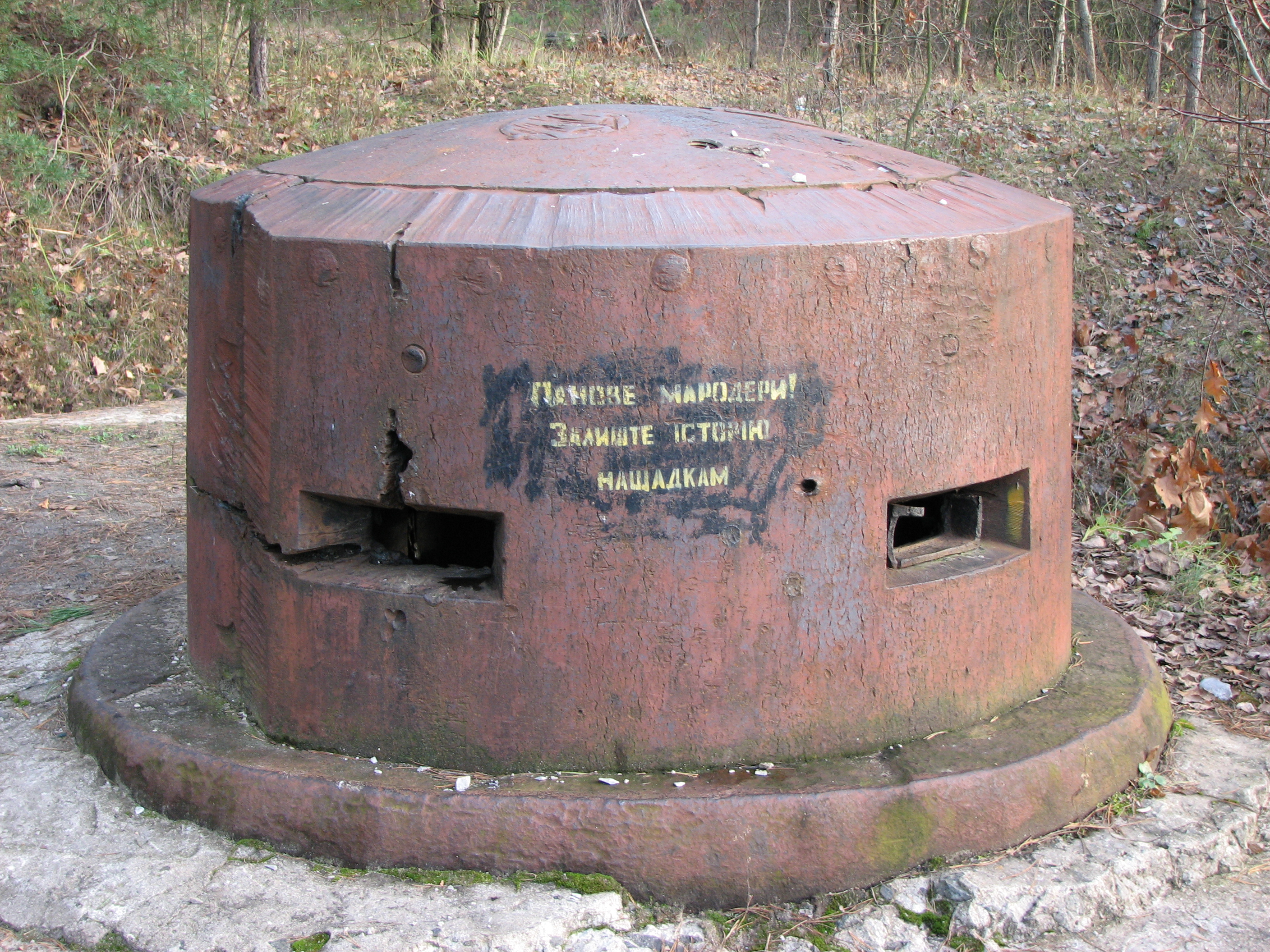
Ближний вид бронеколпака.
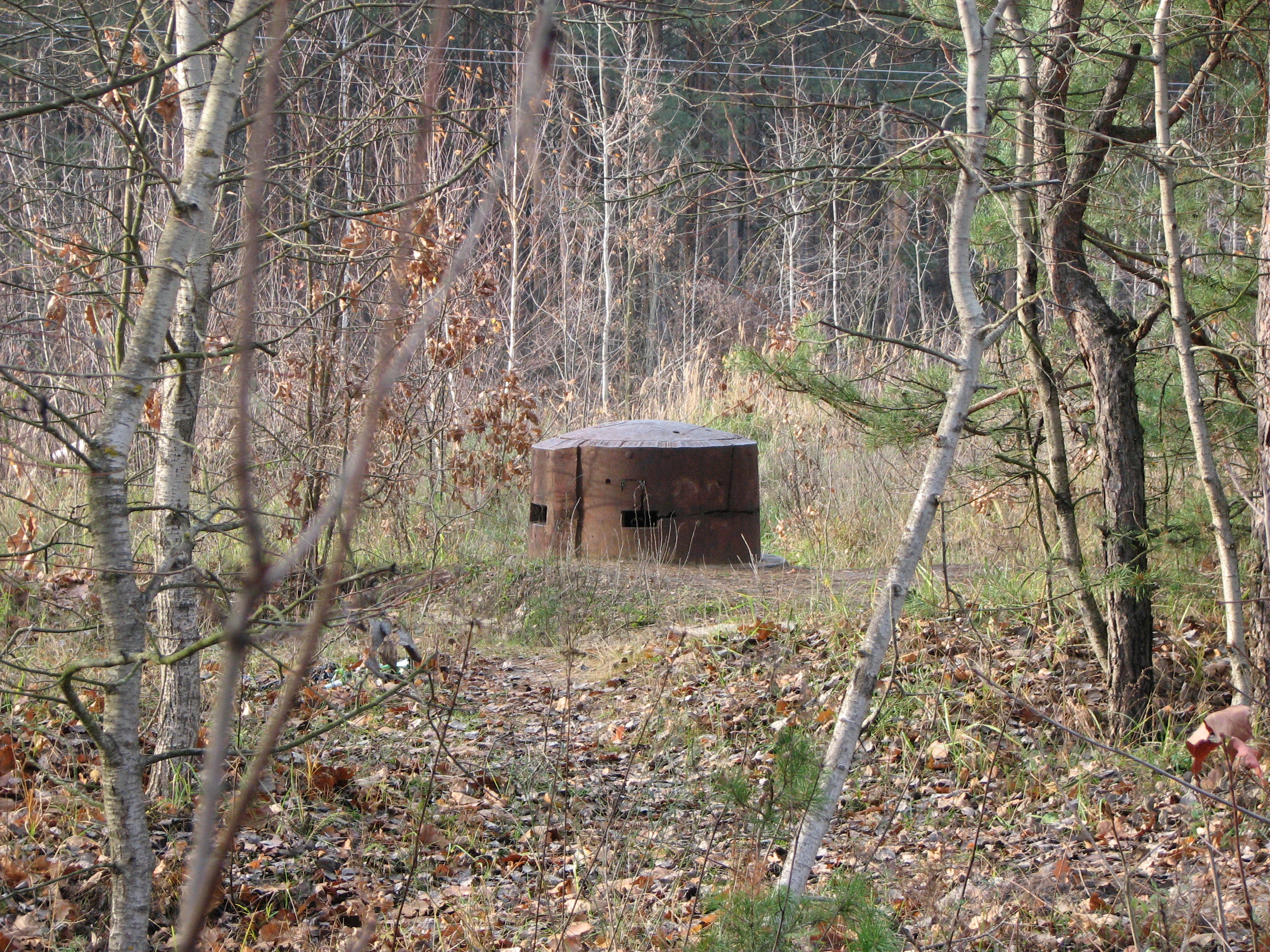
Вид издали, малые размеры бронеколпака делают сооружение малоприметным.